# دستور تونس 1861

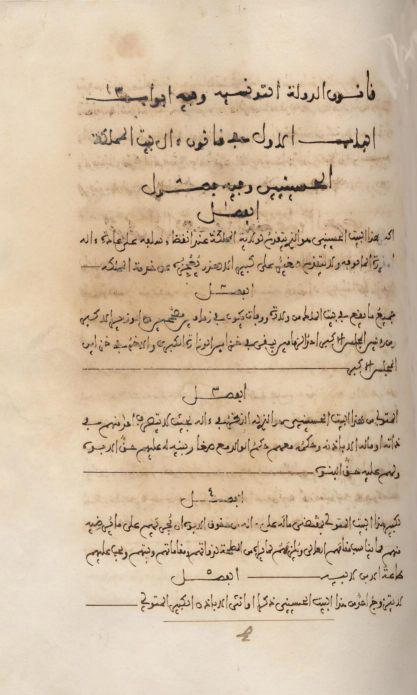
الصفحة الأولى من قانون الدولة التونسية الصادر عام 1861

دستور 1861 هو واحدا من أبرز الأحداث المسجلة في التاريخ السياسي الحديث لتونس، إذ يعدّ أوّل دستور عربي حديث ساهم في تكريس العديد من المبادئ السياسية الهامّة. كما مثل هذا الدستور منطلقا، بعد انتصاب الحماية الفرنسية في تونس، ومرجعا فكريا للنضال والكفاح.

## صلاحيات السلطة التنفيذية (الباي)
من أهم المبادئ التي كرّسها هذا الدستور في المجال التنفيذي: الحدّ من سلطة الباي فقد كانت سلطة الباي، قبل صدور دستور1861، مطلقة وغير مقيدة، إلا أنّ هذا الدستور أخضعها لمبدأ المشروعية المقتبس من الفكر الليبرالي الغربي. وعلى هذا الأساس نصّ دستور 1861 على إمكانية إقرار مسؤولية الباي السياسية أمام «المجلس الأكبر» من أجل مخالفته للقوانين.
فقد جاء في الفصل 11 من الدستور المذكور أنّ «الملك مسؤول في تصرفاته أمام المجلس الأكبر إن خالف القانون». ويعتبر هذا التقييد لسلطة الباي على قدر كبير من الأهمية في ذلك العهد بالنسبة إلى مؤسسة «الملك» التي كانت سلطاته فيها مطلقة.
لكنّ هذا الحدّ من سلطة الباي ظلّ نسبيا، إذ بقيت صيغة ارتقائه إلى سدّة الحكم بالوراثة مثلما أكّد ذلك الفصل الأول من هذا الدستور الذي ينصّ على أن «أكبر البيت الحسيني سنّا هو الذي يتقدّم لولاية المملكة عند انقضاء سلفه على عادة آله المقرّرة المألوفة ولا يتقدّم صغير على كبير إلاّ بعذر يعجزه عن خدمة المملكة». كما ظلّ الباي يمثّل أعلى سلطة إدارية في البلاد. فهو الذي يعيّن من يريد في الوظائف العليا، وهو الذي يعزل وهو الذي يتمتّع بالسلطة الترتيبية العامّة، وفقا لما نصّ عليه الفصل الرابع عشر من هذا الدستور إذ أقرّ «للملك أن يقلّد رياسات خدمته لمن شاء من متأهلي أهل المملكة بحسب ما يظهر له، وله أن ينزع تلك الرياسة متى شاء بغير ذنب».

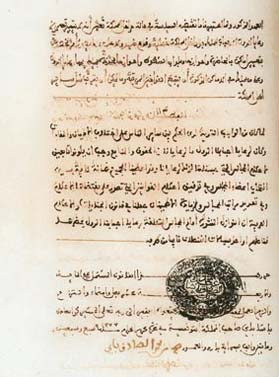
أخر صفحة من دستور تونس 1861

كما نصّ الفصل السادس عشر على أن «للملك حق التعيين في جميع الوظائف وإصدار التراتيب والأوامر الضرورية لتنفيذ القانون». كما أعطى دستور 1861 بعض الصلاحيات للوزير الأكبر ومنحه - في إطار سلطة الباي- بعض النفوذ على عديد الوزارات التي تعود إليه بالنظر وأهمها وزارة المالية ووزارة الخارجية ووزارة البحرية ووزارة الحرب... كما منح دستور 1861 بعض الاختصاصات للوزراء مثلما يتبين ذلك من الفصل 33 الذي أقرّ أن «تصرّف الوزير ينقسم إلى ثلاثة أقسام، قسم له الرخصة في تنفيذه من غير إذن خاصّ من الملك في جزئياته لدخوله في عموم خدمته وقسم يعرضه على الملك وقسم يلزم عرضه على المجلس الأكبر بإذن الملك». هذا أهمّ ما جاء به دستور 1861 في مجال تنظيم السلطة التنفيذية والاختصاصات الإدارية.

## صلاحيات السلطة التشريعية (المجلس الأكبر)
لقد أقر دستور 1861 سلطة تشريعية تتمثل في «المجلس الأكبر»، وقد بيّن الفصل 44 من الدستور تركيبة هذا المجلس الذي يتكون من ستين عضوا يعيّنهم الباي كما يعين رئيس المجلس وكاهيته بمقتضى أحكام الفصل 57 من الدستور. أمّا وظائف المجلس الأكبر فقد ضبطت في الفصول العشرة التي يشتمل عليها الباب السابع وعنوانه «في أصل خدمة المجلس الأكبر». وأهم هذه الوظائف وضع القوانين وتنقيحها وشرحها وتأويلها والموافقة على الأداءات ومراقبة الوزراء ودرس مشروع الميزانية.
وتبرز هذه الوظائف مدى شمولية اختصاصات المجلس الأكبر التي كانت في الوقت نفسه تشريعية ومالية وقضائية وإدارية، بما يؤكد أهمية دور هذه المؤسسة التي كانت القطب الذي يدور حوله الباي والوزير الأكبر والوزراء.